# Wstęga Dwóch Orderów
Wstęga Dwóch Orderów (port. Banda das Duas Ordens, BDO) – portugalskie wysokie odznaczenie powstałe z połączenia dwóch innych orderów: Orderu Chrystusa i Orderu Świętego Benedykta z Aviz. Istniało w latach 1789-1910 oraz w latach 1931-1962. Miało tylko jedną klasę Krzyż Wielki (Grã-Cruz). 
Noszony przez krajowych członków rodziny królewskiej dynastii Braganza. Odznaczano nim także zagranicznych książąt koronnych i książąt krwi królewskiej w czasach monarchii, a później zagranicznych następców tronu i głowy państw w czasach republikańskich.

## Wygląd
W latach 1789–1825 oraz 1830-1910 godło odznaki zawierało krzyże Chrystusa (czerwony) i Aviz (zielony) umieszczone na białym tle, z zawieszką (w latach 1789-1910) w kształcie królewskiej korony. W latach 1931–1962 zawieszką był republikański wieniec laurowy. Zawieszkę mocowano za pomocą kółka do czerwono-zielonej wstęgi orderowej.
W latach 1825–1830 odznaczenie to nadawane było przez króla Michała I jako połączenie Orderu Wojskowego Chrystusa (krzyż czerwony) i Orderu Wojskowego Świętego Jakuba od Miecza (fioletowy). Odznaka miała wówczas krzyże obu tych orderów umieszczone wewnątrz, a wieszana była na wstędze czerwono-fioletowej.
30 września 1857 nadano nawet jedno BTO z połączonych Krzyży Wielkich Orderu Wojskowego Świętego Jakuba od Miecza (krzyż fioletowy) i Orderu Wojskowego Świętego Benedykta z Aviz (krzyż zielony). Odznaczonym był książę Albert Sachsen-Coburg-Gotha, mąż królowej Wiktorii.
Gwiazda orderowa wyglądała podobnie jak gwiazda Wstęgi Trzech Orderów, tylko w centralnym medalionie miała namalowane dwa krzyże.

## Odznaczeni
Wśród odznaczonych byli m.in.:
- 1825 – Maksymilian Wettyn, książę Saksonii[2]
- 1857 – Albert Koburg, książę małżonek Wlk. Brytanii[3]
- 1865 – Albert Edward Koburg, książę Walii[3]
- 1882 – Milan Obrenowić, król Serbii[4]
- 1886 – Ferdynand Koburg, książę Bułgarii[3]
- 1886 – Jerzy Koburg, książę w Wlk. Brytanii[3]
- 1889 – Alfred Koburg, książę Saksonii[3]
- 1931 – Edward Albert Koburg, następca tronu Wlk. Brytanii[5]
- 1949 – Szarlotta Nassau, wielka księżna Luksemburga[5]
- 1951 – Faruk I, król Egiptu i Sudanu[5]
- 1954 – René Coty, prezydent Francji[5]
- 1955 – Marcos Pérez Jiménez, prezydent Wenezueli[5]